# Polydecte (Sparte)
Pour les articles homonymes, voir Polydecte (homonymie).
Dans la mythologie grecque, Polydecte est un roi légendaire de Sparte, successeur de son père Prytanis.
Selon Pausanias le Périégète, il est le fils d'Eunomos, alors que pour Hérodote, il est le fils de Prytanis, le père d'Eunomos,.
Selon Pausanias, Sparte est en paix durant son règne.